# Grupo Redimunho
O Grupo Redimunho de Investigação Teatral surgiu em 2003, em São Paulo, e se fundamenta na disciplina, na pesquisa e no estudo da arte dramática. Possui um grupo de 20 profissionais entre atores e técnicos; e um núcleo de 4 pessoas que se dedicam exclusivamente ao desenvolvimento do trabalho do grupo. A sede do Grupo é o Casarão da Escola Paulista de Restauro, na Rua Major Diogo, 91 (Centro), que pertence à família Almeida Nogueira.
Tem como universo de pesquisa questões ligadas à alma do homem e suas relações.
Desde 2007, o Grupo Redimunho publica um jornal em formato tablóide chamado "O Redimunho", com periodicidade trimestral, em que estão documentadas as suas atividades, as pesquisas e também as novidades que acontecem no cenário do Teatro paulistano.
Ainda em 2007, é realizada pelo Redimunho a "I Mostra de Monólogos do Grupo Redimunho", ocupando várias dependências do Casarão, nos dois andares, em que diversos artistas (como Rogério Tarifa, Marcello Airoldi e Carlos Mendes, entre outros) puderam exibir os seus mais recentes trabalhos. A mostra foi basicamente coordenada pela assistente de direção de "A Casa", a atriz Izabela Pimentel (intérprete do monólogo "Isadora Duncan", com dramaturgia e direção de Fernanda Levy, sobre a bailarina americana Isadora Duncan).

## "A Casa"
O Grupo Redimunho possui como destaque o espetáculo "A Casa", texto e direção de Rudifran Pompeu, que recebera o prêmio APCA (Associação Paulista dos Críticos de Arte) como melhor texto em 2006. Foi necessária uma viagem dos primeiros cinco componentes do espetáculo até a cidade de Cordisburgo, no interior de Minas Gerais, terra natal do escritor João Guimarães Rosa, em 2005.
Sentindo a atmosfera da região que iriam abordar em "A Casa", o grupo composto à época, entre outros, pelo diretor Rudifran Pompeu e a atriz Renata Laurentino, conversaram com parentes, amigos e conhecidos do autor de "Sagarana" e "Grande Sertão: Veredas". "A Casa" ganhou seis páginas de resenha (escrita por Marcella Franco) e fotos na revista "BRAVO!", da Editora Abril, antes da estréia, em abril de 2006.
Composto por uma singeleza impressionante, "A Casa" arrebatou crítica e público, onde o clima que envolvia e perpassava cada parede, cada porta fazia com que a platéia retornasse no espaço e no tempo. O espetáculo contava a história de um homem chamado Messias (inicialmente interpretado pelo ator Carlos Landucci, depois por Carlos Mendes) que retornava à casa onde passou infância e adolescência, relembrando passagens tocantes, ora pungentes, ora engraçadas. O cuidado na escolha das músicas, dos aromas, dos figurinos, a beleza das cenas em seu conjunto tornaram "A Casa" um cartão postal do Grupo Redimunho, que ganhou o Fomento da Secretaria Municipal de Cultura de São Paulo para a continuidade de seus trabalhos de pesquisa, o que acarretaria num próximo espetáculo, além de uma consequente renovação de parte do elenco.
Parte do espetáculo foi ensaiado no Teatro Sérgio Cardoso, em São Paulo, antes de o Grupo Redimunho conseguir a atual sede, dividindo o Casarão construído em 1911 com a Escola Paulista de Restauro.
A CASA ficou em cartaz por alguns anos, tendo a 1ª temporada em 2006 e a sua última em 2009. Tendo um elenco composto por Carlos Landucci, Carlos Mendes, Daniele Anggelo, Edmilson Cordeiro, Érika Malavazzi, Flavio Pereira, Giovanna Galdi, Izabela Pimentel, Janaína Silva, Juliana Fagundes, Karlo Caruso, Leandro d´Errico, Marcus Martins, Miriam d´Errico, Pablo Moreno, Patrícia Ferreira, Renata Laurentino, Roberto Borenstein, Rudifran Pompeu e Anísio Clementino.

## "Vesperais nas Janelas"
Em setembro de 2008, o Redimunho estréia "Vesperais nas Janelas", também inspirado no universo de Guimarães Rosa, novamente com texto final e direção do ator gaúcho Rudifran Pompeu. E com parte do elenco renovado, os componentes do Grupo Redimunho retornaram a Cordisburgo para outra rodada de pesquisas antes da estréia de "Vesperais".
Desta vez contando com outros ambientes do Casarão, uma arquibancada construída especialmente para abrigar a platéia nas cenas finais e um apuro de iluminação (por Dado Spigolon) completamente novo, a peça conta a história de três crianças imaginativas, um circo e seus artistas rotos e um pobre vilarejo varrido por um vendaval.
A peça estreou contando com os atores Carlos Mendes, Daniele Anggelo, Edmilson Cordeiro, Giovanna Galdi, Izabela Pimentel, Janaína Silva, Leandro d´Errico, Luis Aranha, Marcus Martins,Miriam d´Errico, Pablo Moreno, Patrícia Ferreira, Pedro Keiner, Roberto Borenstein e Anísio Clementino.

## Premiações
- 2006 - Prêmio Fomento da Prefeitura de São Paulo (Secretaria Municipal de Cultura)
- 2006 - Prêmio APCA (Associação Paulista dos Críticos de Arte) de Melhor Texto (Rudifran Pompeu)